# 羽田正親
羽田 正親（はねだ/はた まさちか）は、安土桃山時代の武将、大名。豊臣氏の家臣。大和国小泉城主。官位は従五位下・長門守。

## 略歴
近江国上羽田村の出身。羽柴秀長に仕え、天正11年（1583年）の賤ヶ岳の戦いでは桑山重晴とともに賤ヶ岳砦を守った（『武家事紀』）。
天正13年（1585年）、紀州征伐後に豊臣秀長は紀伊国・和泉国などを与えられた。秀長は紀伊国の若山（のちの和歌山）の地で自ら縄張りを行い和歌山城の築城を開始したが、藤堂高虎・羽田正親および横浜一庵が普請奉行を務めた。同年、秀長が大和国を加増されて大和郡山城に入ると、正親は大和国添下郡に4万8千石を与えられ（『大和志料』）、従五位下・長門守に叙任される。この際に小泉城主となり、城の改修を行ったという。天正16年（1588年）には宇陀松山城主となる。
天正16年（1588年）3月には、方広寺大仏殿造立のために熊野の木材を送るよう命じる秀吉の朱印状が、藤堂高虎と羽田正親に送られている。これらの木材は新宮川などを利用して新宮に集積されたが、大雨で流出する事故が生じており、藤堂高虎・羽田正親および杉若越後に対して、沿岸の浦々に命じて流木を回収するよう命じる朱印状も残っている。
文禄4年（1595年）4月に秀長の養嗣子である秀保が没すると、秀次に仕えたとも、秀吉の直臣となったとも伝えられる。
しかし同年の秀次事件に連座し、越前国に追放されて自害した（『川角太閤記』）。
また、『寛政重修諸家譜』の本多正氏（本多正重の子）の記事に、「羽田長門守」に関する記載がある。徳川家臣の本多正氏が豊臣秀次に仕えようとした際、秀次家臣の羽田長門守と連絡を取った。しかし正氏の転仕が実現する以前に秀次事件が発生した。文禄4年（1595年）8月24日、羽田長門守は秀次に殉死した。正氏は長門守を介錯し、自らも自害した。